# 孔布尔
孔布尔（法語：Combre，法語發音：[kɔ̃bʁ]）是法国卢瓦尔省的一个市镇，属于罗阿讷区。

## 地理
孔布尔（46°1'32"N, 4°15'49"E）面积4.01 平方千米，位于法国奥弗涅-罗讷-阿尔卑斯大区卢瓦尔省，该省份为法国中南部省份，北起顺时针与索恩-卢瓦尔省、罗讷省、伊泽尔省、阿尔代什省、上盧瓦爾省、多姆山省和阿列省接壤。
与孔布尔接壤的市镇（或旧市镇、城区）包括：蒂济莱布尔、蒙塔尼、兰河畔圣维克托。

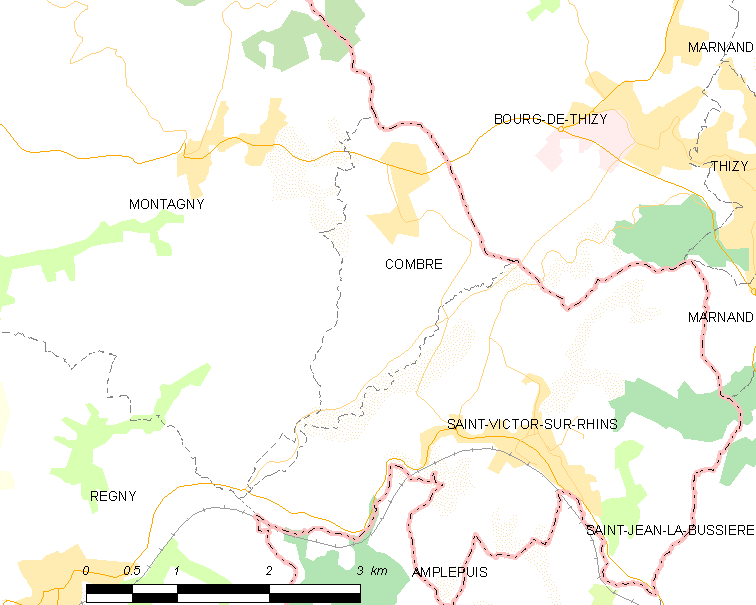
孔布尔的OSM定位图

孔布尔的时区为UTC+01:00、UTC+02:00（夏令时）。

## 行政
孔布尔的邮政编码为42840，INSEE市镇编码为42068。

## 政治
孔布尔所属的省级选区为沙尔略县。

## 人口

1962-2008年间孔布尔人口变化图示

孔布尔于2022年1月1日时的人口数量为413人。